# Cyprinella alvarezdelvillari
La carpita tepehuana (Cyprinella alvarezdelvillari) es una especie de pez dulceacuícola endémico de la cuenca del río Nazas.

## Clasificación y descripción
Es un pez de la familia Cyprinidae del orden Cypriniformes. Es un pez de cuerpo fuertemente comprimido y perfil convexo. La cabeza es robusta y la boca oblicua de tipo terminal. Los machos desarrollan tubérculos durante la temporada reproductiva y presentan una coloración corporal naranja-bronce brillante con los márgenes de las aletas pectorales, pélvicas y anal de color blanco; esta coloración tiende a oscurecerse conforme la condición reproductiva se acentúa, por lo que los machos pueden llegar a observarse casi negros. Las hembras tienen la parte superior color verde grisáceo y la parte inferior blancuzca. Ambos sexos presentan una banda lateral negra. Este pez alcanza una talla máxima de 43.8 mm de longitud patrón.

## Distribución
Es un pez microendémico con distribución restringida al manantial Ojo la Concha y un afluente hasta 8 km río abajo en el arroyo del Peñón de Covadonga, en la cuenca del río Nazas, en el estado de Durango.

## Ambiente
Habita en arroyos y ríos de aguas termales superiores a 29 °C, prefiere zonas de corrientes con fondo de grava y rocas.

## Estado de conservación
Se desconoce el estado de conservación actual de esta especie, aunque hay reportes de que en el año de 1996 su población se redujo 95% tras una tormenta. Este pez endémico se encuentra enlistado en la Norma Oficial Mexicana 059 (NOM-059-SEMARNAT-2010) como especie En Peligro de Extinción (P) y a su vez en la Lista Roja de la Unión Internacional para la Conservación de la Naturaleza (UICN) como especie En Peligro Crítico.